# Шимкуське сільське поселення
Шимку́ське сільське поселення (рос. Шимкусское сельское поселение) — муніципальне утворення у складі Янтіковського району Чувашії, Росія. Адміністративний центр — село Шимкуси.

## Населення
Населення — 1405 осіб (2019, 1673 у 2010, 1869 у 2002).

## Склад
До складу поселення входять такі населені пункти:
| Населений пункт      | Населення, осіб (2002) | Населення, осіб (2010) |
| -------------------- | ---------------------- | ---------------------- |
| Ніжарово, присілок   | 551                    | 504                    |
| Шимкуси, село        | 664                    | 607                    |
| Ямбулатово, присілок | 654                    | 562                    |